# SUCRE

SUCRE-Staaten

SUCRE (span.: Sistema Unitario de Compensación Regional, „Einheitliches System des regionalen Ausgleichs“) ist die gemeinsame Rechnungswährung der ALBA-Staaten für den gegenseitigen Handelsverkehr. Die neue Währung wurde am 27. Januar 2010 eingeführt und existiert nur als Buchgeld. Der ISO-Code lautet XSU. Ein Sucre entspricht 1,25 US-Dollar.
Die Einführung der neuen Währung wurde im November 2008 von den Regierungen der sechs Mitglieder Bolivien, Dominica, Honduras, Kuba, Nicaragua und Venezuela gemeinsam mit Ecuador beschlossen. Die erste Transaktion mit dem SUCRE fand am 3. Februar 2010 statt, als Kuba eine Lieferung von 360 Tonnen Reis aus Venezuela mit 108.000 SUCRE bezahlte. Erklärtes Ziel der Einführung war es, die Abhängigkeit der lateinamerikanischen Länder vom US-Dollar zur vermindern und langfristig eine gemeinsame Währung zu etablieren.

Die Graphik zeigt die Entwicklung des in Sucre abgewickelten Handels von 2010 bis 2016. Die Daten zum Gesamtvolumen zwischen allen Teilnehmern stammen aus dem Informe de Gestión 2015. Daten für Ecuador stammen von der Zentralbank Ecuadors.

Einem Bericht des Wallstreet Journals vom Januar 2014 zufolge erfreut sich der SUCRE insbesondere im Handel zwischen Ecuador und Venezuela zunehmender Beliebtheit. Einerseits beschleunigt er Importgeschäfte nach Venezuela, die auf US-Dollar-Basis deutlich länger brauchen, da dadurch entsprechende Genehmigungsverfahren aufgrund der venezolanischen Devisenkontrolle umgangen werden können. Zum anderen werden zunehmend auch illegale Scheintransaktionen beobachtet, die sich vor allem die Differenz zwischen offiziellen Wechselkurs und Schwarzmarktkurs des Venezolanischen Bolívars gegenüber dem US-Dollar zunutze machen. Tatsächlich erreichte der über den SUCRE abgewickelte Handel zwischen Ecuador und Venezuela mit 2059 Transaktionen im Wert von ungefähr 906 Millionen Dollar 2012 seinen Höhepunkt, um in den Folgejahren wieder zu sinken. 2016 wurden zwischen Ecuador und Venezuela noch 351 Transaktionen im Wert von etwa 92 Millionen Dollar über den SUCRE abgewickelt. Eine entsprechende Entwicklung gilt auch für das Gesamtvolumen der über den SUCRE abgewickelten Transaktionen unter allen Teilnehmern: Nach einem Maximum von 2646 Operationen im Wert von fast 1066 Millionen Dollar im Jahr 2012 gab es 2015 noch 752 Operationen im Wert von ungefähr 345 Millionen Dollar.
Sucre hieß auch die nach dem südamerikanischen Freiheitshelden Antonio José de Sucre benannte Währung Ecuadors vor der Dollarisierung im Jahr 2000.